# Tom Morello
Thomas Baptiste Morello (ur. 30 maja 1964 w Nowym Jorku) – amerykański gitarzysta, znany przede wszystkim z występów w zespole Rage Against the Machine. Od 2003 roku tworzy w ramach solowego projektu pod pseudonimem The Nigthwatchman. W latach 2001–2007 grał w zespole Audioslave. Natomiast od 2016 do 2019 roku współtworzył formację Prophets of Rage.
Przez magazyn Rolling Stone został umieszczony na 26. miejscu na liście „100 Największych Gitarzystów Wszech Czasów”. Z kolei w 2004 roku muzyk został sklasyfikowany na 25. miejscu listy „100 Najlepszych Gitarzystów Heavymetalowych Wszech Czasów” według magazynu Guitar World.

## Początki
Jego matka, Mary Morello (pół-Irlandka, pół-Włoszka) jest nauczycielką, obecnie na emeryturze. Od wielu lat angażuje się w walkę o prawa obywatelskie i wolność słowa. Uczestniczyła w organizacjach takich jak Urban League i NAACP. Jest także sponsorem organizacji Parents for Rock and Rap, która ma na celu zniesienie cenzury w muzyce.
Ojciec Toma – Ngethe Njoroge – rdzenny Kenijczyk – był członkiem partyzantki Mau Mau podczas walki o niepodległość Kenii od Wielkiej Brytanii. Po zwycięstwie Kenii w roku 1963, Ngethe został pierwszym reprezentantem tego kraju w ONZ. Rodzice Toma poznali się, gdy Mary pracowała dla wojska jako nauczycielka. Po długim rozstaniu Tom spotkał się z ojcem dopiero w 1994, jako 30-latek (w rok po jego narodzinach rodzice rozwiedli się, a Ngethe powrócił do Afryki. Ponownie ożenił się w 1973 – ma 3 innych synów. Obecnie posiada plantację herbaty).
Po rozwodzie Mary z Tomem przeprowadzili się do Illinois. Jako samotna matka z ciemnoskórym synem napotkali w środkowo-zachodniej Ameryce późnych lat 60. na wiele kulturowych barier. Po wielu próbach znalezienia miejsca, gdzie mogliby mieszkać, a Mary znalazłaby pracę, ostatecznie osiedlili się w Chicago, w dzielnicy Libertyville.

## Lock Up
W 1988 Morello dołączył do Lock Up z Brianem Grillo, Chrisem Beebe i Vince’em Ostertagiem. Jeśli chodzi o brzmienie, to zespół podobny był do Fishbone i Living Colour – ich muzyka stanowiła mieszankę melodyjnego hard rocka, bluesa, soulu, a nawet elementów funku. Lock Up wydawał płyty w wytwórni Manifesto, podporządkowanej Geffen Records. Choć zespół podpisał umowę przewidująca nagranie 2 albumów, to jednak wytwórnia zrezygnowała ze współpracy po tym, jak ich debiutancki krążek Something Bitchin’ This Way Comes nie odniósł zbyt dużego sukcesu rynkowego.
Wytwórnia starała się zmienić brzmienie grupy tak, aby pasowało do takiej grupy docelowej, jaką to ona wybrała, przez co doszło do napięć pomiędzy nią a muzykami.

## Rage Against The Machine

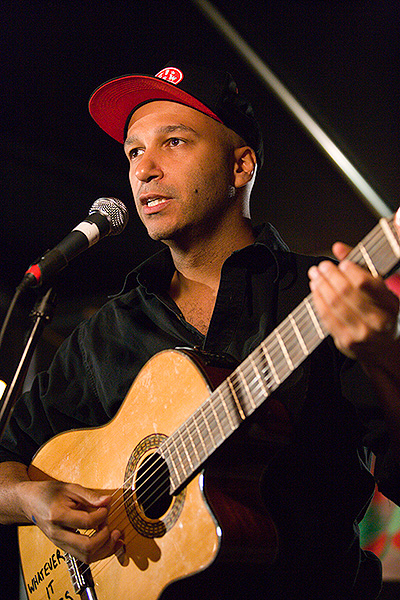
Tom Morello, 2006

Zespół Lock Up przestał istnieć w 1991 i Tom zaczął natychmiast szukać innych muzyków do wspólnej gry; w tym czasie ponownie zaczął udzielać lekcji gry na gitarze, aby móc utrzymać się finansowo. Wkrótce usłyszał Zacka de la Rocha na jednym z jego koncertów i zaproponował mu współpracę. Morello zaprosił Brada Wilka, który kiedyś odpadł w przesłuchaniach do Lock Up, a de la Rocha ściągnął swego przyjaciela z dzieciństwa Tima Commerforda. Zack był wcześniej frontmanem grupy Inside Out.
Zespół Rage Against The Machine zaczął natychmiast grać koncerty przed grupą Tool, a ofertę umowy od wytwórni otrzymał już po swoim drugim występie. Ofertę tę zaproponowała firma Epic Associated należąca do Sony Music.
Bogatszy w doświadczenie z działaniami wytwórni fonograficznych, Morello wyegzekwował pełną kontrolę nad materiałem. Wkrótce także jego gra uległa zmianie, pod wpływem hip hopowego wokalisty.

Chcieliśmy DJ-a w grupie, ale żadnego nie mogliśmy znaleźć, więc to ja zostałem sygnowany na DJ-a. To całkowicie zmieniło mój sposób patrzenia na gitarę, zmieniło mój styl.

Rage Against The Machine osiągnęło to, co wielu im podobnym zespołom nigdy się nie udało – połączyli treści polityczne z elementami hard rocka i funkowym rytmem. Oprócz sprzedaży milionów płyt, politycznie uświadamiali środowiska słuchaczy oraz zachęcali setki osób do wstępowania w szeregi organizacji pozarządowych.
Podburzający, pełen pasji wokal Zacka, gładka sekcja rytmiczną Wilka i Commerforda, w połączeniu z nadzwyczajną grą Morello, zespół RATM miał zagwarantowane miejsce w rockowym panteonie. A Tom został tym, kim zawsze chciał być: socjalistycznym gitarzystą rockowym.
Niestety, w październiku 2000, Zack de la Rocha ogłosił, że odchodzi z zespołu. Tłumaczył się tym, że „proces wspólnego podejmowania decyzji w zespole kompletnie przestał działać”.

## Audioslave

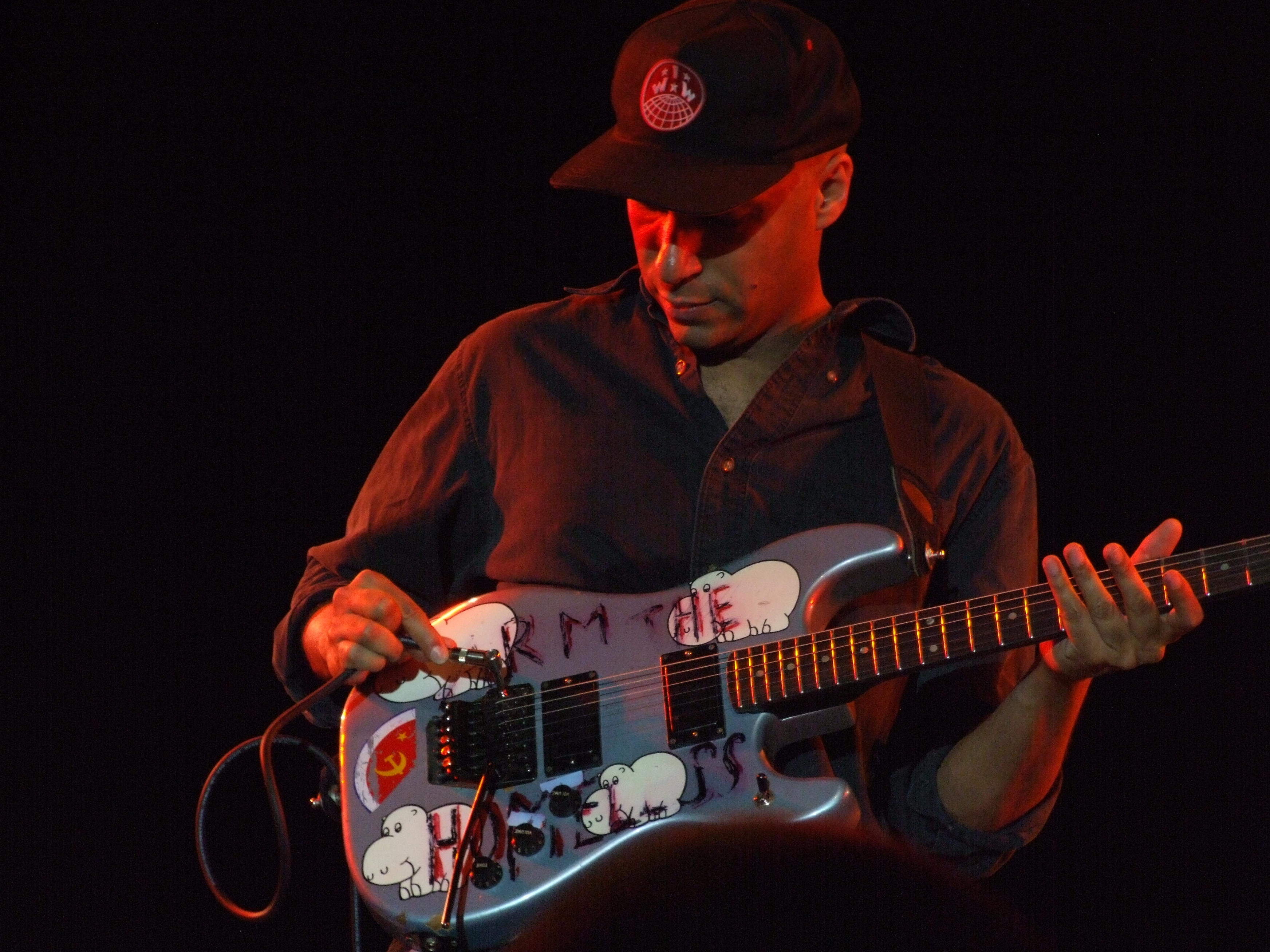
Tom Morello, 2008

Choć Morello, Wilk i Commerford chcieli dalej działać pod szyldem RATM z nowym frontmanem, to jednak pomysł nie wypalił – w lutym 2001 ogłoszono, że grupa (najpierw pod szyldem Civilian) rozpoczęła współpracę z Chrisem Cornellem, byłym wokalistą Soundgarden. Ostatecznie zespół przyjął nazwę Audioslave. Pojawił się jednak problem z wytwórnią – albumy RATM wydawane były przez wytwórnię Sony, za to Cornell miał umowę z Epic Records, co doprowadziło do konfliktu interesów. Jednak obie wytwórnie doszły do porozumienia i płyty nowego zespołu Audioslave były wydawane na przemian to przez jedną, to przez drugą wytwórnię.
Pierwsza płyta, nazwana po prostu Audioslave, ujrzała światło dzienne 19 listopada 2002. Album składający się z 14 utworów został ciepło przyjęty przez fanów i krytyków. Singlem promującym był utwór Cochise. Zespół poszedł w całkowicie nowym kierunku, który trudno byłoby porównać z muzyką RATM albo Soundgarden. Druga płyta Audioslave Out Of Exile ukazała się na rynku 25 maja 2005. Płyta numer 3 o tytule Revelations została wydana we wrześniu 2006.
Zespół Audioslave zagrał koncert na Kubie. Wydarzenie zostało zarejestrowane i zostało wydane w formie DVD – Audioslave Live in Cuba. Audioslave było pierwszą amerykańską grupą rockową, która tam wystąpiła. Koncert obejrzało 60 000 osób.
Członkowie Rage Against The Machine z powodu swoich lewicowych poglądów byli posądzani o braki w poczuciu humoru, jednak Tom tłumaczy, że są po prostu zwykłymi chłopakami

...w tym zespole są dobrzy ludzie. Mam psy, z którymi lubię się droczyć, starego Dodge Dart Demon z 1971.

Możemy przedyskutować litanię moich fascynacji... moja szafa jest wypełniona po same brzegi ubraniami, które epokę świetności mają już dawno za sobą.

Jest miłośnikiem Star Treka – pojawił się nawet w dwóch produkcjach spod tego znaku: w filmie Insurrection oraz w drobnej roli w telewizyjnym epizodzie serialu Voyager. W 2001 gościnnie wystąpił w filmie Made, w którym wystąpił także jego wieloletni przyjaciel Vince Vaughn.

## Axis of Justice
Axis of Justice jest organizacją non-profit stworzoną przez Toma i Serja Tankiana (wokalistę System of a Down). Jej celem jest „pogłębianie współpracy muzyków, fanów muzyki i politycznych organizacji obywatelskich we wspólnej walce o sprawiedliwość społeczną”. Jej członkowie „chcą zbudować most pomiędzy fanami muzyki na całym świecie i lokalnymi organizacjami politycznymi, aby efektownie organizować pracę w kwestiach pokoju, praw człowieka i sprawiedliwości gospodarczej”. Organizacja walczy na przykład o prawa imigrantów i o zniesienie kary śmierci. Lista lektur przez nią zalecanych obejmuje dzieła takich osób jak Noam Chomsky, Che Guevara, George Orwell, Mumia Abu-Jamal, czy Grant Morrison.

Serj i ja wpadliśmy na pomysł stworzenia Axis Of Justice na Ozzfest w San Bernardino. Zobaczyliśmy tam wielu fanów z tatuażami KKK albo noszącymi koszulki Klanu. Jak na ironię był to koncert, na którym prawie wszystkie zespoły miały w składzie nie-białego muzyka. Pomyślałem: hej, to też jest moja muzyka! Musi powstać jakaś reprezentacja dla nie-rasistów.

Na stronie AOJ można przeczytać o wszystkich akcjach podjętych przez tę organizację (m.in. głośny protest „taco bell”) Axis of Justice.

## Kariera solowa (The Nightwatchman)
Tom Morello występuje również jako solista pod pseudonimem “The Nightwatchman”, grając muzykę na gitarze akustycznej i śpiewając piosenki o polityczno-społecznym zabarwieniu. Pod tym szyldem wydał cztery płyty: One Man Revolution (2007), The Fabled City (2008), Union Town (2011) i World Wide Rebel Songs (2011). Dochód ze sprzedaży wydawnictwa Union Town muzyk przeznaczył na The America Votes Labor Unity Fund.
W 2016 roku Tom Morello wraz z Knife Party wydał singel „Battle Sirens”.

## Dyskografia
| One Man Revolution                      | - Data: 24 kwietnia 2007 - Wydawca: Epic Records     | –  | – |
| The Fabled City                         | - Data: 30 września 2008 - Wydawca: Epic Records     | –  | – |
| Union Town                              | - Data: 19 lipca 2011 - Wydawca: New West Records    | –  | – |
| World Wide Rebel Songs                  | - Data: 30 sierpnia 2011 - Wydawca: New West Records | 35 | 8 |
| „–” oznacza, że album nie był notowany. |                                                      |    |   |

## Wybrana filmografia
| Tytuł                                        | Rok  | Rola        | Uwagi                                                      | Źródło |
| -------------------------------------------- | ---- | ----------- | ---------------------------------------------------------- | ------ |
| „Metal: A Headbanger’s Journey”              | 2005 | jako on sam | film dokumentalny, reżyseria: Sam Dunn, Scot McFayden      | [ 14 ] |
| „Iron Maiden: Flight 666”                    | 2009 | jako on sam | film dokumentalny, reżyseria: Sam Dunn, Scot McFadyen      | [ 15 ] |
| „Sounds Like a Revolution”                   | 2010 | jako on sam | film dokumentalny, reżyseria: Summer Preney, Jane Michener | [ 16 ] |
| „Who Is Vermin Supreme? An Outsider Odyssey” | 2014 | jako on sam | film dokumentalny, reżyseria: Steve Onderick               | [ 17 ] |

## Nagrody i wyróżnienia
| Rok  | Kategoria      | Tytułem     | Nagroda                     | Nota      | Źródło        |
| ---- | -------------- | ----------- | --------------------------- | --------- | ------------- |
| 2010 | Best Guitarist | Tom Morello | Revolver Golden Gods Awards | Nominacja | [ 18 ] [ 19 ] |